# 37 (film fra 2016)
 For alternative betydninger, se 37 (flertydig). (Se også artikler, som begynder med 37)
37  er en amerikansksproget men dansk instrueret og produceret film fra 2016. Historien er baseret på virkelige hændelser, og titlen refererer til det antal naboer, der siges at have været passive vidner til voldtægten, mishandlinger og mordet i marts 1964 på Kitty Genovese uden at skride ind eller tilkalde hjælp.

## Medvirkende
- Samira Wiley som Joyce Smith
- Michael Potts som Archibald Smith
- Maria Dizzia som Mary Cunningham
- Jamie Harrold som Bob Cunningham
- Thomas Kopache som George Bernstein
- Lucy Martin som Florel Bernstein
- Adrian Martinez som Gonzales
- Evan Fine som Billy Cunningham
- Sophia Lillis som Debbie Bernstein
- Marquise Gary som Troy Smith

## Eksterne Henvisninger
- 37 på Internet Movie Database (engelsk)
- 37 på Filmdatabasen
- 37 på danskfilmogtv.dk
- 37 på Scope
- 37 på The Movie Database (engelsk)
- 37 på Rotten Tomatoes (engelsk)
- 37 på Metacritic (engelsk)
- 37 på Filmaffinity (engelsk)